# 심휘윤
심휘윤(2005년 5월 28일 ~ )은 KBO 리그 키움 히어로즈에서 뛰고 있는 대한민국의 야구 선수다.

## 출신 학교
- 서울사당초등학교
- 언북중학교
- 배재고등학교

## 등번호
- 06 (2024)
- 4 (2024-)